# سیف‌الله وحید دستجردی
سیف‌الله وحید دستجردی (۱۳۰۵-۱۳۷۸) رئیس جمعیت هلال احمر بود.
در طول بحران سیاسی در تهران پس از کشتار حجاج مکه (۱۳۶۶) در عربستان سعودی سیف‌الله وحید دستجردی در تلویزیون ظاهر شد و برای هلال احمر جمهوری اسلامی ایران صحبت کرد.  در سال ۱۳۷۵ او از نزدیک درگیر فعالیتهای امداد رسانی زمین لرزه اردبیل بود.
او پدر مرضیه، احمد و حمید وحید دستجردی بود. او در سال ۱۳۷۸ فوت کرد.